# Liste der Bodendenkmale in Groitzsch
In der Liste der Bodendenkmale in Groitzsch sind die Bodendenkmale der Stadt Groitzsch und ihrer Ortsteile nach dem Stand der Auflistung von Klaus Kroitzsch und Harald Quietzsch aus dem Jahr 1984 aufgelistet. Eventuelle Änderungen und Ergänzungen, insbesondere aus der Zeit nach der Wende, sind nicht berücksichtigt, da für Sachsen aktuell keine neueren allgemein zugänglichen Bodendenkmallisten vorliegen. Die Baudenkmale sind in der Liste der Kulturdenkmale in Groitzsch aufgeführt.
| Denkmal-ID | Fundart            | Ortsteil       | Bezeichnung                | Zeitstellung    | Lage                                                                      | Bemerkungen | Bild |
| ---------- | ------------------ | -------------- | -------------------------- | --------------- | ------------------------------------------------------------------------- | --- | ---- |
| ?          | Befestigung > Burg | Altengroitzsch | Wallanlage                 | Slawenzeit      | nordwestlicher Ortsrand, Geländesporn über der Schwennigkeniederung       | Abschnittsbefestigung in Spornlage, rechteckige Innenfläche mit 60 m Länge und 30 m Breite, Schutz seit 8. Januar 1936, erneuert 10. Oktober 1958, erweitert 3. Juni 1975       |      |
| ?          | Befestigung > Burg | Audigast       | Wasserburg                 | Mittelalter     | nordwestlicher Ortsrand, Bereich des ehemaligen Guts                      | umlaufende Grabenbefestigung, wasserführend, Schutz seit 5. März 1960 |      |
| ?          | besonderer Stein   | Auligk         | Steinkreuz                 | Spätmittelalter | östliche Ortslage, am Straßenabzweig nach Minkwitz und Pautzsch           | Schutz seit 3. Juni 1975 |      |
| ?          | besonderer Stein   | Gatzen         | Steinkreuz                 | Spätmittelalter | nordöstlich des Orts, direkt westnordwestlich an der Straße nach Saasdorf | Kopf fehlt, Schutz seit 3. Juni 1975 |      |
| ?          | Befestigung > Burg | Groitzsch      | Wehranlage „Wiprechtsburg“ | Slawenzeit      | nordwestlicher Ortsrand, Geländesporn über der Schwennigkeniederung       | Abschnittsbefestigung in Spornlage, Hauptburg mit 150 m Länge und 100 m Breite, durch Halsgraben von der Vorburg getrennt, Schutz seit 8. Januar 1936, erneuert 29. Januar 1959 |      |